# 基克拉泽斯文明
基克拉泽斯文明（或称为基克拉泽斯文化、基克拉泽斯时期）是爱琴海基克拉泽斯群岛上的一种早期青铜时代（Early Bronze Age）文化，它大致从公元前3300年延续到前2000年，考古發現上最早的農業及航海業則可追溯至公元前5000年。

## 文物
基克拉澤斯文明以他的大理石人物雕像著称于世。这些人物雕像常发现于墓葬之中，大多是女性裸体立像，造型简洁，高度从几英寸直至真人大小不等。至今这些人物雕像的文化意涵尚不确定。
现今在雅典展有基克拉泽斯文化的艺术博物馆。雅典国立考古博物馆中也收藏了一些該文明的遺物。
|  |  |  |  |  |  |  |